# Subtitulació en la mateixa llengua
La subtitulació en la mateixa llengua [en anglès Same Language Subtiling (SLS)] es refereix a la pràctica de subtitular contingut audiovisual en el mateix idioma que l'àudio (original o doblat). Es considera que es va encetar a la televisió, ja que al cinema sonor la utilització de subtítols era habitualment en idiomes traduïts.

## Subtitulació per a persones sordes
Ben mirat, la subtitulació en la mateixa llengua (SLS) és sovint sinònim de subtitulació per a persones sordes (SPS), encara que no necessàriament.
Val a dir que sobretot quan es tracta de subtítols en català, aquest fenomen es produeix. Tant és així que, efectivament, un dels motius principals de la utilització inaugural de subtítols en català a TV3 (Televisió de Catalunya) —a diferència de la baixa alfabetització a l'Índia— va ser la manca d'accessibilitat a persones amb discapacitat auditiva.
Aquest tipus de subtitulació és clarament identificable quan incorpora certes indicacions sobre apreciacions merament auditives, o certs matisos de l'entorn, entre parèntesis o altres signes de puntuació: com ara un so musical —amb lletra o sense—; sorolls; cridòria; riure; plor; ironia, sarcasme o altres tons de veu que impliquen emocions; la veu a través del filtre telefònic; diferenciar dos o més personatges, etc.
Al mateix temps, la subtitulació en general, però especialment aquest tipus, tendeix a simplificar o adaptar part del text redundant o irrellevant, per tal d'encabir-lo per qüestions tècniques o de minutatge.
En qualsevol cas, per a tot usuari, els subtítols també poden ser un reforç de cara a millorar la comprensió, la lectura i l'escriptura d'una llengua determinada.

## Subtitulació en català

### Subtitulació en català a la televisió
La subtitulació en català a la televisió (i alhora, l'SLS en català) té els seus orígens el 10 de setembre de 1990, gràcies al servei de subtitulació de TV3.
En aquella època, els subtítols tancats Closed captioning (CC) —d'incrustació opcional— a la televisió analògica eren possibles només mitjançant el teletext. Cal recordar que a partir de la implementació l'any 2005 de la tecnologia digital dita televisió digital terrestre (TDT), va aparèixer la funció d'una específica pista [o tècnicament, "canal"] de subtitulació més avançada —amb més colors, tipus de lletra i formats de text—: la DVB (Digital Video Broadcast), desvinculada del teletext, per bé que el dit servei no va desaparèixer del tot. Tant és així que, 10 anys després, encara es continua utilitzant la subtitulació via el teletext a certes cadenes de televisió. No és el cas de TV3 perquè, a part d'utilitzar exclusivament els subtítols DVB, l'any 2007 va ser pionera a Catalunya i a l'Estat espanyol de la versió original subtitulada, amb la qual cosa incorpora dues pistes de subtitulació: una en català i una en altres idiomes (sobretot en anglès). Això, afegit a l'opció del sistema dual (disponible des de 1987 —també de manera pionera—), fa que, avui dia, TV3 (i altres canals de TVC) siguin dels pocs on són possibles subtitulacions en les mateixes llengües simultàniament. És a dir, la possibilitat de tenir dues pistes de subtitulació i dues pistes d'àudio (a més de la de l'audiodescripció), i poder-les combinar al gust del televident.
No sols a Televisió de Catalunya; l'SLS en català també ha estat present a TVE Catalunya en certs programes i informatius. Fins i tot, en algun cas a Canal 9 (Televisió Valenciana) abans del tancament d'emissions de 2013. Aquell mateix any, IB3 Televisió (Televisió de les Illes Balears) va començar a introduir subtítols als informatius, si bé prèviament ja en disposava a certes pel·lícules i programes. L'any 2014, Canal+ i el Departament de Cultura de la Generalitat de Catalunya van signar un primer acord per incorporar subtítols o àudio o totes dues coses alhora en català al dit canal, el qual va ser adquirit per Movistar l'any 2015 per donar lloc a Movistar+. Per altra banda, el Departament de Cultura negocia l'any 2016 amb dues plataformes de vídeo sota demanda diferents més: Filmin i Netflix.

### Subtitulació en català a internet
A partir de l'any 2010, i per mitjà del servei en línia de consum de vídeo 3alacarta, l'empresa pública Televisió de Catalunya va incorporar els subtítols en català per internet de manera oficial, malgrat que ja feia anys que a la xarxa existien certs subtítols en català fets per usuaris voluntaris o llocs web no oficials. Arxivat 2016-11-05 a Wayback Machine. No obstant això, en aquells casos era i és més freqüent la circumstància de subtítols traduïts (el que es coneix com a fansub) que no pas la de subtítols en la mateixa llengua (SLS). Per tant, l'any 2010 va ser el de la consolidació de l'SLS en català a internet. La principal causa, com en el cas de la televisió, també va ser la gent amb discapacitat auditiva.

### Convencions gràfiques i criteris lingüístics
Existeixen certes convencions gràfiques i certs criteris lingüístics de subtitulació en català al portal lingüístic ésAdir, els quals pretenen ser orientacions d'ús a la Corporació Catalana de Mitjans Audiovisuals o, alhora, a l'usuari.
Per altra banda, en termes gramaticals, cal remarcar que el mot "subtítol" està acceptat pel diccionari normatiu de l'Institut d'Estudis Catalans (el mateix succeix amb el diccionari normatiu de l'AVL). En canvi, el mot "subtitulació" no hi apareix, però segons l'ésAdir és acceptat i d'ús general. Ara bé, en català/valencià, el mot "subtitulat" com a substantiu no està reconegut enlloc, encara que seria correcte d'utilitzar-lo com a participi o adjectiu. Per exemple: "El curtmetratge s'ha subtitulat", "És un vídeo subtitulat". Però no: "El subtitulat s'ha inclòs", sinó: "La subtitulació s'ha inclòs / Els subtítols s'han inclòs".

## SLS a l'Índia

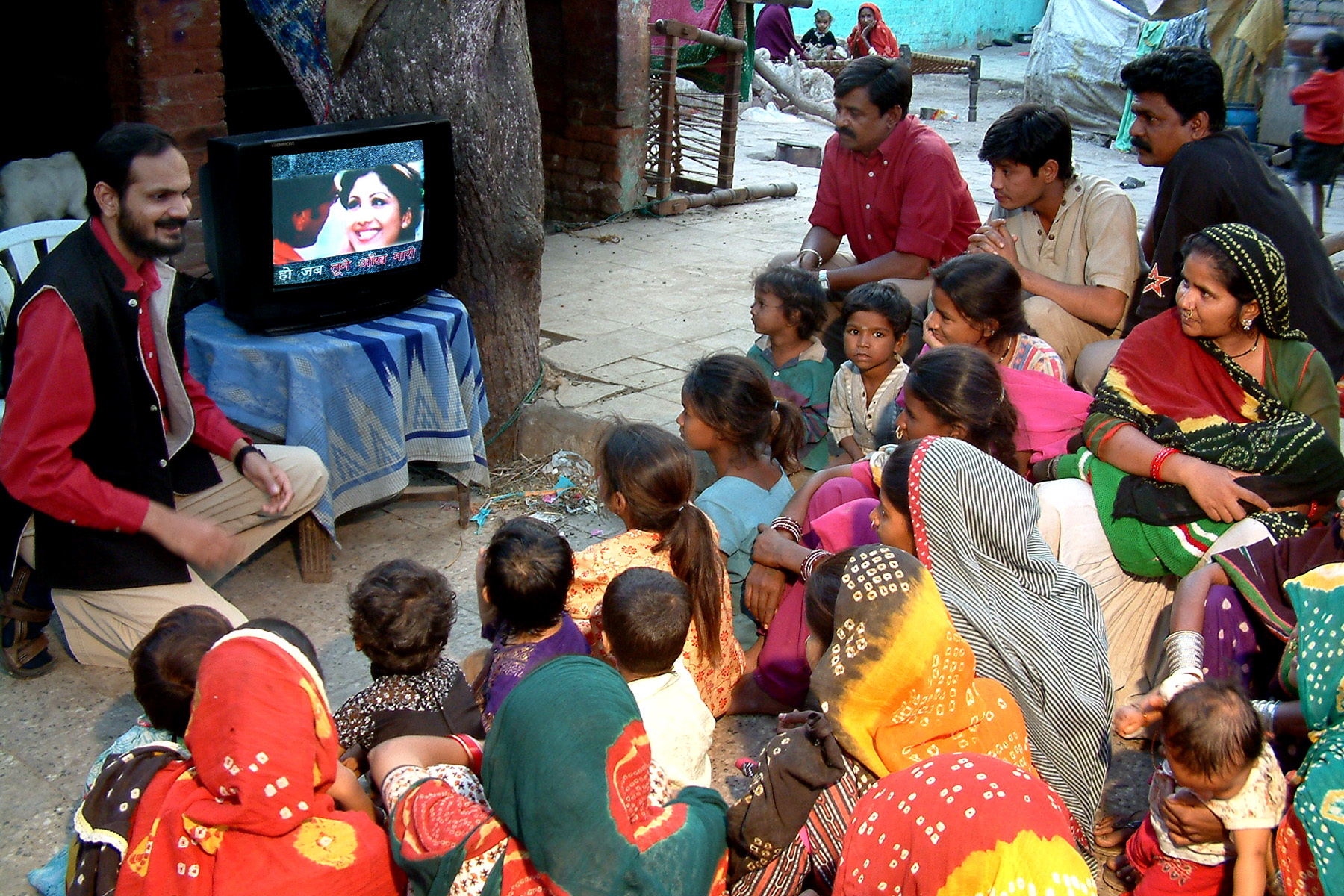
Brij Kothari parlant a un grup a l'Índia rural

Aquest mètode de subtitulació és utilitzat per les emissores de televisió nacionals a l'Índia, com Doordarshan, i a la Xina. Aquesta idea va ocórrer a Brij Kothari, que va creure que l'SLS fa de la lectura una part incidental, automàtica i subconscient del popular entreteniment televisiu a un baix cost per persona, per tal d'apuntalar les taxes d'alfabetització a l'Índia.
L'SLS també es refereix a la classe o l'ús educatiu dels subtítols sincronitzats de lletres musicals (o qualsevol text amb un àudio o font de vídeo o ambdues coses a l'encop) com una activitat de lectura repetitiva. L'activitat bàsica de lectura SLS obliga els estudiants a veure una presentació curta subtitulada projectada en pantalla, mentre emplenen un full de resposta. Idealment, la subtitulació ha de tenir una sincronització d'alta qualitat d'àudio i text. El text ha de canviar de color en la sincronització sil·làbica amb el model d'àudio, i s'ha de fer amb mitjans dinàmics i atractius.

### Història
El 1996, mentre veia una pel·lícula espanyola de vídeo amb subtítols en anglès, durant un descans de l'escriptura de dissertació, Brij Kothari va tenir la idea que si totes les cançons de cinema Hindi foren subtitulades en Hindi a la televisió a l'Índia, això representaria una revolució en l'alfabetització. En acabar la seva activitat acadèmica, Kothari va tornar al seu país. Al final de 1996 va entrar a la facultat de l'Institut Indi d'Administració [en anglès, Indian Institut of Management (IIM)] a Ahmedabad. Sense deixar d'ensenyar comunicació als estudiants de màster en administració d'empreses (MBA), va començar a treballar l'SLS, que es va convertir en un projecte d'Instituts Indis d'Administració. La idea d'SLS va ser primer innovada, investigada, desenvolupada i nacionalitzada pel Centre per a la Innovació Educativa —IIM, Ahmedabad— sota la direcció de Brij Kothari. I el seu programa es va dur a terme a escala nacional l'agost de 2002.
Històricament, s'ha temptat de demostrar tot sovint que la subtitulació de vídeos pot beneficiar a l'aprenentatge d'una àmplia gamma de lectors. Abans de l'estudi de Kothari, la majoria de les investigacions realitzades sobre subtitulació havien obtingut resultats limitats. Com a conseqüència directa de l'èxit de Kothari amb el videoclip subtitulat, s'han dut a terme diversos estudis que utilitzen tecnologia i videoclip amb notables resultats. Els investigadors en educació estan ara advocant per l'addició SLS d'estil subtitulació oberta per al videoclip a la web i a tot el món.

### Implementació
Durant els darrers 10 anys a l'Índia, l'SLS ha sigut implementada als programes de Doordarshan. Les cançons de les pel·lícules se subtitulen en Hindi, Bengalí, Gujarati, Marathi, Telugu, Tàmil, Kannada, Malaiàlam, Oriya i Punjabi. Cada idioma dels subtítols té el mateix idioma en l'àudio.
L'SLS provoca en els espectadors la resposta de "el que sento és el que llegeixo", per tant, reforça les habilitats de lectura febles automàticament i inconscient.
Un estudi de Nielsen-ORG de 2002-2007 va demostrar que la capacitat dels escolars per llegir un paràgraf va augmentar del 25% al 56%, quan s'exposaven 30 minuts a la setmana al programa de Rangoli amb subtítols. Més del 90% van dir que preferien tenir subtítols en les cançons a causa del seu interès per les lletres.
La subtitulació en la mateixa llengua també és utilitzada per BookBox, una empresa social amb seu a Pondicherry, Índia; la qual va crear “AniBooks”, històries animades per a nens a on la narració apareix a la pantalla com la subtitulació en la mateixa llengua. BookBox té els seus vídeos al seu canal de YouTube amb més de 45 històries en 35 idiomes.